# Ignacy Franciszek Przebendowski
Ignacy Franciszek Przebendowski herbu Kuna (ur. ok. 1730 – zm. 14 września 1791) – wojewoda pomorski w latach 1770–1779, marszałek Rady Nieustającej i konsyliarz Departamentu Interesów Cudzoziemskich w 1786, dyrektor generalny poczt królewskich od 1776, konsyliarz Rady Nieustającej w 1775, członek Komisji Edukacji Narodowej w latach 1785–1791, starosta generalny krakowski w latach 1779-1783, starosta malborski w 1765 roku, kościański w 1769 roku, pucki i mirachowski, solecki.

## Życiorys
6 lipca 1751 ojciec przekazał mu starostwo puckie, a w 1752 uzyskał po zmarłym bracie starostwo mirachowskie. Otrzymał też wówczas tytuł szambelana. W 1753 przebywał w Dreźnie u boku króla Augusta III. 
20 sierpnia 1757 wraz z matką założył w Wejherowie fundację stypendialną dla młodzieży, mającej wypłacać co roku 810 złotych na koszty kształcenia miejscowej młodzieży. Fundacja przetrwała do 1939. Po I rozbiorze (1772) sprzedał rodowe dobra i osiadł w Małopolsce.
Małżeństwo z Felicytą z Wielopolskich, córką wojewody sandomierskiego Jana, zawarte najpóźniej w końcu 1754 przypieczętowało zbliżenie Przebendowskich do Czartoryskich, z którą byli związani Wielopolscy. Został czołowym działaczem stronnictwa Familii Czartoryskich w Prusach Królewskich. Przyniosło mu także dobra w województwie krakowskim. W 1756 otrzymał rangę pułkownika wojsk koronnych, zabiegał następnie o awans na generała. Poseł na sejm 1762 roku z województwa krakowskiego.
Był marszałkiem księstw oświęcimskiego i zatorskiego w konfederacji Czartoryskich w 1764. W 1764 podpisał z księstwami oświęcimskim i zatorskim elekcję Stanisława Augusta Poniatowskiego jako poseł księstw oświęcimskiego i zatorskiego na sejm elekcyjny. Poseł na sejm koronacyjny 1764 roku z księstw oświęcimskiego i zatorskiego. Członek konfederacji Andrzeja Mokronowskiego w 1776. Członek Komisji Skarbowej Koronnej w 1777. W 1778 był prezesem krakowskiej Komisji Dobrego Porządku. Po rozwiązaniu Rady Nieustającej, zrażony do postępowania Sejmu Wielkiego, wycofał się z czynnej działalności politycznej. Latem 1791 przebywał na odpoczynku w Krzeszowicach. Zaskoczyła go tam nagła powódź, z której się ledwo wyratował, a wydarzenie to przyspieszyło jego śmierć.
W 1765 roku został kawalerem Orderu Świętego Stanisława. W 1773 roku odznaczony Orderem Orła Białego.